# East Chelborough
East Chelborough är en ort och en civil parish  i Storbritannien.   Den ligger i kommunen Dorset och riksdelen England, i den södra delen av landet, 190 km väster om huvudstaden London.